# Ostałówek
Ostałówek – wieś w Polsce położona w województwie mazowieckim, w powiecie szydłowieckim, w gminie Chlewiska. Ma status sołectwa.
Pierwsze wzmianki o wsi pochodzą z 1440 roku, gdy wspominana była pod nazwą Ostalow Minor (Ostałów Mniejszy.) Dziedzicem był wtedy Mikołaj Dzik. W 1609 roku z fundacji dziedzica Jana Rudzkiego we wsi Ostałówek powstał kościół pw. Najświętszej Maryi Panny i św. Jana Chrzciciela Przy nim bp Piotr Tylicki w początku XVII w. erygował parafię, która funkcjonowała z przerwami do połowy XVIII w. Zniszczony kościół został rozebrany pod koniec XIX w.
Według spisu z 1827 roku było tu 17 domów z 122 mieszkańcami.
W latach 1954–1972 wieś była siedzibą gromady Ostałówek. W latach 1975–1998 miejscowość administracyjnie należała do województwa radomskiego.
Wierni Kościoła rzymskokatolickiego należą do parafii św. Mikołaja w Wysokiej.